# HD 109271
Désignations
HD 109271 est une étoile naine (classe de luminosité V) jaune (classe de spectrale G5) de la partie australe de la constellation zodiacale de la Vierge. Située à une distance de 55,96 ± 0,21 pc (∼183 al) du Soleil, sa magnitude apparente n'est que de 8,05 dans le spectre visible et elle n'est pas observable à l'œil nu depuis la Terre. D'une masse de 1,047 ± 0,024 masse solaire, elle est l'objet primaire d'un système planétaire comprenant HD 109271 b et HD 109271 c, deux planètes confirmées. L'existence d'une troisième planète, HD 109271 d, reste à ce jour (mai 2015) hypothétique.

## Système planétaire
HD 109271 b et  HD 109271 c ont été détectées grâce aux données spectroscopiques collectées à l'observatoire de La Silla par HARPS, le spectrographe échelle qui équipe le télescope de 3,6 mètres de l'Observatoire européen austral (ESO). Leur découverte, par la méthode des vitesses radiales, a été annoncée le 13 janvier 2013 par la prépublication sur arXiv d'un article préalablement accepté, le 2 janvier, par le comité de lecture de la revue Astronomy and Astrophysics (A&A). Elles ont été confirmées par la Nasa dès le 28 janvier 2013. Ils s'agirait de deux planètes de la masse de Neptune. Elles pourraient être en résonance 4:1 de moyen mouvement.
Un troisième signal a été détecté grâce à HARPS. Ne pouvant pas être associé à l'activité stellaire de HD 109271, il pourrait être la signature d'une troisième planète, HD 109271 d, en orbite autour de l'étoile. Dans ce cas, il pourrait s'agir d'une planète d'environ 1,3 fois la masse de Neptune, tournant autour de l'étoile sur une orbite elliptique excentrique (excentricité d'environ 0,36) de demi-grand axe comparable à la distance moyenne de la Terre au Soleil (soit environ 1 unité astronomique). Compte tenu des performances du spectrographe, l'existence de HD 109271 d reste à confirmer.

#### ÉtoileHD 109271
- (en) HD 109271 sur la base de données NASA Exoplanet Archive du NASA Exoplanet Science Institute
- (en) HD 109271 sur la base de données Simbad du Centre de données astronomiques de Strasbourg.

#### PlanèteHD 109271 b
- (en) HD 109271 b sur L'Encyclopédie des planètes extrasolaires de l'Observatoire de Paris.
- (en) HD 109271 b sur la base de données NASA Exoplanet Archive du NASA Exoplanet Science Institute
- (en) HD 109271b sur la base de données Simbad du Centre de données astronomiques de Strasbourg.

#### PlanèteHD 109271 c
- (en) HD 109271 c sur L'Encyclopédie des planètes extrasolaires de l'Observatoire de Paris.
- (en) HD 109271 c sur la base de données NASA Exoplanet Archive du NASA Exoplanet Science Institute
- (en) HD 109271c sur la base de données Simbad du Centre de données astronomiques de Strasbourg.